# FHM (Magazin)
FHM (For Him Magazine) war ein international verbreitetes Männermagazin. Es erschien von 1985 bis 2015 in Großbritannien, von 1999 bis 2009 in Frankreich, von 2000 bis 2007 in den USA und von 2000 bis 2012 in Deutschland.

## Geschichte
Die Zeitschrift wurde 1985 in Großbritannien als For Him Magazine gestartet und 1992 in FHM umbenannt. Sie gehörte dem Unternehmen Emap, bis die Bauer Media Group im Dezember 2007 für 1,14 Milliarden Pfund (umgerechnet 1,58 Milliarden Euro) den Bereich Publikumszeitschriften und Radiosender von Emap kaufte. Im Dezember 2015 wurde die britische Ausgabe eingestellt.
Eine französische Ausgabe existierte von Juni 1999 bis November 2009. Sie erschien bei Emap France, bis Emap France im Juni 2006 an Mondadori verkauft wurde.
In den USA erschien die Zeitschrift von Februar 2000 bis März 2007. Sie wurde zunächst von Petersen, der US-amerikanischen Tochtergesellschaft von Emap, herausgegeben und war nach dem Verkauf von Petersen an Primedia im Juli 2001 die einzige von Emap in den USA herausgegebene Zeitschrift.
Die deutsche Ausgabe wurde erstmals am 25. Oktober 2000 veröffentlicht. Sie wurde von einem Joint Venture von Attic Futura, der deutschen Tochtergesellschaft des britischen Verlags North South, und Emap herausgegeben, bis Attic Futura im April 2002 die Anteile von Emap übernahm. Im Oktober 2005 wurde Attic Futura von Egmont übernommen, der es im Juli 2006 in Egmont Cultfish Media umbenannte und im April 2009 in Mitte Editionen. Im Dezember 2010 wurde der Verlag aufgelöst. Von Februar 2011 bis November 2012 erschien beim Verlag All Type Media erneut eine deutsche Ausgabe. Die verkaufte Auflage sank von 200.743 Exemplaren im ersten Quartal 2001 auf 29.573 Exemplare im dritten Quartal 2012, ein Minus von 85,3 Prozent.

## FHM 100 Sexiest Women in the World
Jedes Jahr wählt das Männermagazin in vielen Ländern der Welt die 100 Sexiest Women in the World. 1995 waren die Leser der britischen Ausgabe der FHM erstmals aufgerufen, ihre Stimmen für die Frauen ihrer Wahl abzugeben. Ab 1998 wurde auch in Australien eine eigene Wahl veranstaltet. Im Jahr 2000 folgten Singapur, Südafrika und die Vereinigten Staaten. 2001 folgten dann Deutschland, die Niederlande und Rumänien. Später kamen noch Russland, Frankreich, die Philippinen, Thailand, Ungarn und Spanien hinzu, so dass die Wahl fast alle Regionen der Welt (außer Südamerika) erreicht hat. In Großbritannien und den USA ist die Wahlbeteiligung mit Abstand am größten, da dort die Auflage des Magazines am stärksten ist.
Für jede nationale Ausgabe wird eine eigene Liste der 100 Sexiest Women ermittelt. Bis 2004 wurden jedoch zur Ermittlung der weltweiten Gesamtsiegerin sämtliche Stimmen aller nationalen Ausgaben zusammengezählt. Die Frau, die dabei die meisten Stimmen auf sich vereinigen konnte, wurde dann in allen nationalen Ausgaben automatisch auf den ersten Platz gesetzt. Dabei spielte es keine Rolle, ob sie in der jeweiligen nationalen Ausgabe tatsächlich die meisten Stimmen bekommen hatte. 2005 wurde dieses Verfahren abgeschafft, so dass die Leser jeder nationalen Ausgabe ihre eigene Favoritin ermitteln konnten. So gewann in Deutschland Eva Padberg, in Frankreich Paris Hilton und in den Vereinigten Staaten Angelina Jolie. Sie hatte auch weltweit insgesamt die meisten Stimmen erreicht.
Das Wahlverfahren ist fast in jedem Land anders. In Deutschland kann man die Namen seiner zehn Favoritinnen online in zehn übereinander stehende Felder eintragen. Der obersten Frau werden dann zehn Punkte gutgeschrieben, der zweiten neun Punkte, bis zur untersten Frau, die noch einen Punkt erhält. Dabei bleibt es jedem freigestellt, welche und wie viele der Felder er ausfüllt. In einigen anderen Ländern sind die Wahlmöglichkeiten eingeschränkt, da man sich die Frauen aus einer vorgegebenen Liste aussuchen muss. Einige nationale Ausgaben verlangen sogar, dass man sich vor der Abstimmung registriert. Damit soll der Mehrfachabgabe von Stimmen vorgebeugt werden.
Dies sind jeweils die fünf Bestplatzierten bei der deutschsprachigen Abstimmung von 2001 bis 2012. Bis 2004 wurde, wie schon erwähnt, die Erstplatzierte durch Zusammenzählen aller Stimmen weltweit ermittelt:
| Jahr | Deutschland                                                                                         | Großbritannien                                                                              | Weltweit                            |
| ---- | --------------------------------------------------------------------------------------------------- | ------------------------------------------------------------------------------------------- | ----------------------------------- |
| 2001 | 1. Jennifer Lopez 2. Heidi Klum 3. Verona Feldbusch 4. Britney Spears 5. Anna Kurnikowa             |                                                                                             | 1. Jennifer Lopez 2. Rachel Stevens |
| 2002 | 1. Anna Kurnikowa 2. Angelina Jolie 3. Jennifer Lopez 4. Heidi Klum 5. Carmen Electra               |                                                                                             | 1. Anna Kurnikowa 2. Rachel Stevens |
| 2003 | 1. Halle Berry 2. Jennifer Lopez 3. Heidi Klum 4. Britney Spears 5. Christina Aguilera              |                                                                                             | 1. Halle Berry                      |
| 2004 | 1. Britney Spears 2. Heidi Klum 3. Mavie Hörbiger 4. Carmen Electra 5. Jeanette Biedermann          |                                                                                             | 1. Britney Spears                   |
| 2005 | 1. Eva Padberg 2. Jeanette Biedermann 3. Angelina Jolie 4. Mischa Barton 5. Mavie Hörbiger          |                                                                                             | 1. Kelly Brook                      |
| 2006 | 1. Jeanette Biedermann 2. Scarlett Johansson 3. Angelina Jolie 4. Jessica Alba 5. Tara Reid         |                                                                                             | 1. Keira Knightley                  |
| 2007 | 1. Jessica Alba 2. Angelina Jolie 3. Eva Longoria 4. Jeanette Biedermann 5. Nelly Furtado           |                                                                                             | 1. Jessica Alba                     |
| 2008 | 1. Megan Fox 2. Charlize Theron 3. Jessica Alba 4. Naomi Watts 5. Inez Bjørg David                  |                                                                                             | 1. Megan Fox                        |
| 2009 | 1. Mandy Capristo 2. Anna Angelina Wolfers 3. Bahar Kızıl 4. Karoline Herfurth 5. Megan Fox         |                                                                                             | 1. Cheryl Cole                      |
| 2010 | 1. Collien Ulmen-Fernandes 2. Megan Fox 3. Sophia Thomalla 4. Marisa Miller 5. Sylvie van der Vaart | 1. Cheryl Cole 2. Megan Fox 3. Marisa Miller 4. Frankie Sandford 5. Keeley Hazell           | 1. Marisa Miller                    |
| 2011 | 1. Fernanda Brandão 2. Rosie Huntington-Whiteley 3. Lady Gaga 4. Sarah Brandner 5. Jessica Lowndes  | 1. Rosie Huntington-Whiteley 2. Katy Perry 3. Rihanna 4. Megan Fox 5. Olivia Wilde          |                                     |
| 2012 | 1. Rebecca Mir 2. Lena Meyer-Landrut 3. Bar Refaeli 4. Mila Kunis 5. Rihanna                        | 1. Tulisa Contostavlos 2. Cheryl Cole 3. Rihanna 4. Rosie Jones 5. Georgia Salpa            | 1. Bar Refaeli                      |
| 2013 | | 1. Mila Kunis 2. Rihanna 3. Helen Flanagan 4. Michelle Keegan 5. Kelly Brook                |                                     |
| 2014 | | 1. Jennifer Lawrence 2. Michelle Keegan 3. Rihanna 4. Emily Ratajkowski 5. Kaley Cuoco      |                                     |
| 2015 | | 1. Michelle Keegan 2. Kendall Jenner 3. Jennifer Lawrence 4. Kate Upton 5. Caroline Flack   |                                     |
| 2016 | | 1. Margot Robbie 2. Scarlett Johansson 3. Emily Ratajkowski 4. Beyoncé 5. Jennifer Lawrence |                                     |

## FHM 100 Unsexiest Women in the World
Seit dem Jahr 2003 wählen die Leser des Magazins FHM nun auch die 100 Frauen mit dem geringsten Sexappeal weltweit. Die Onlinewahl findet unter der Überschrift 100 Unsexiest Women in the World statt. Diese Umfrage bildet das Gegenstück zur Wahl der 100 Sexiest Women in the World. Die Ergebnisse dieser jährlichen Onlineabstimmung werden regelmäßig von den Boulevardmedien in Deutschland aufgegriffen. An der Wahl der deutschen FHM beteiligten sich im Jahr 2008 auf der Homepage des Magazins mehr als 21.000 Benutzer.
2003:
1. Kelly Osbourne

2004:
1. Donatella Versace

2005:
1. Camilla Parker Bowles

2006:
1. Britney Spears

2007:
1. Britney Spears

2008:
1. Amy Winehouse
2. Britney Spears
3. Lindsay Lohan
4. Anne Will
5. Victoria Beckham

2009:
1. Charlotte Roche
2. Amy Winehouse
3. Gülcan Kamps
4. Andrea Ypsilanti
5. Madonna

2010:
1. Beth Ditto
2. Guido Westerwelle
3. Amy Winehouse
4. Heidi Klum
5. Katie Price

2011:
1. Sarah Jessica Parker
2. Amy Winehouse
3. Sandra Oh
4. Madonna
5. Britney Spears

Britney Spears ist somit bislang die einzige Person, die zweimal zur Frau mit dem geringsten Sexappeal gewählt wurde. Während sie 2004 noch die Top-Frau war, wurde sie 2006 zur Flop-Frau gewählt.
Bei der Wahl 2009 wurden mit Bushido (Platz 13) und Bill Kaulitz (30) ebenfalls zwei Männer in die Liste der 100 Unsexiest Women gewählt.
Im Jahr 2010 wurden mit Guido Westerwelle (Platz 2), Bill Kaulitz (13) und Bruce Darnell (20) erneut Männer in die Liste gewählt. Lorielle London nahm Platz 82 ein.
| 1998  | 1999  | 2000 | 2001 | 2002 | 2003 | 2004 | 2005 | 2006 | 2007 | 2008 | 2009 | 2010 | 2011 | 2012 | 2013 | 2014 | 2015 | 2016 | 2017 | 2018 | 2019 | 2020 | 2021 | 2022 | 2023 | 2024 |
| ----- | ----- | ---- | ---- | ---- | ---- | ---- | ---- | ---- | ---- | ---- | ---- | ---- | ---- | ---- | ---- | ---- | ---- | ---- | ---- | ---- | ---- | ---- | ---- | ---- | ---- | ---- |
| 22774 | 21583 |      |      |      |      |      |      |      |      |      |      |      |      |      |      |      |      |      |      |      |      |      |      |      |      |      |